# 電話待っています
「電話待っています」（でんわまっています）は、当時ハロー!プロジェクトに属していたメロン記念日の3rdシングル。2001年3月7日に発売された。

## 収録曲
作詞・作曲：つんく
1. 電話待っています
  - 編曲：船山基紀
2. もう 待てませ〜ん!
  - 編曲：高橋諭一
3. 電話待っています（Instrumental）

## 参加ミュージシャン
電話待っています
- プログラミング：船山基紀
- コーラス：つんく

## タイアップ
- 電話待っています
  - テレビ東京系「アイドルをさがせ!」エンディング・テーマ。